# Volujak
Der Volujak ist ein Gebirge in der Gemeinde Gacko, Republika Srpska, an der Grenze zwischen Bosnien und Herzegowina und Montenegro. Geologisch betrachtet, ist der Volujak ein Untergebirge des Dinarischen Gebirge und besteht größtenteils aus sekundärem und tertiärem Sedimentgestein, meist Kalkstein und Dolomit. Es formt einen langen Grat an der Süd-West-Seite des Suhja-Tals, welches die Staatsgrenze zwischen Bosnien und Herzegowina und Montenegro vor einer scharfen Ostspitze ins montenegrinische Territorium festlegt.

## Geographie
Es befindet sich auf der bosnischen Seite innerhalb des Nationalparks Sutjeska, wobei das Gebirge auch auf montenegrinischem Staatsgebiet Schutz genießt. Bekannte Gipfel sind die Vlasulja (2336 m), Široka Točila (2297 m), Studenac (2296 m), Previja (2273 m), Badnjine (2245 m) und der Trnovački Durmitor (2232 m). Rechts über dem nördlichen Fuß seiner letzten Spitze befindet sich der abgelegene Bergsee Trnovačko jezero. Das Volujak-Gebirge grenzt im Nord-Osten an das Suhja-Tal, sowie an dem höchsten Berg des Landes, dem Maglić. An der Süd-West Seite grenzt es an den Izgori-Tal und der Lebršnik Gebirgskette, im Nord-Westen am Sutjeska-Flusstal und an der Süd-Ost Seite am Bioč Gebirge. Nach dem Maglić ist der Gipfel des Volujak der zweithöchste Punkt in Bosnien und Herzegowina. Von seinem Gipfel aus haben Bergsteiger eine imposante Sicht an die umgebenden Gipfel des Maglić, dem Veliko Vitao und aus der Ferne, dem Durmitor.

## Geschichte

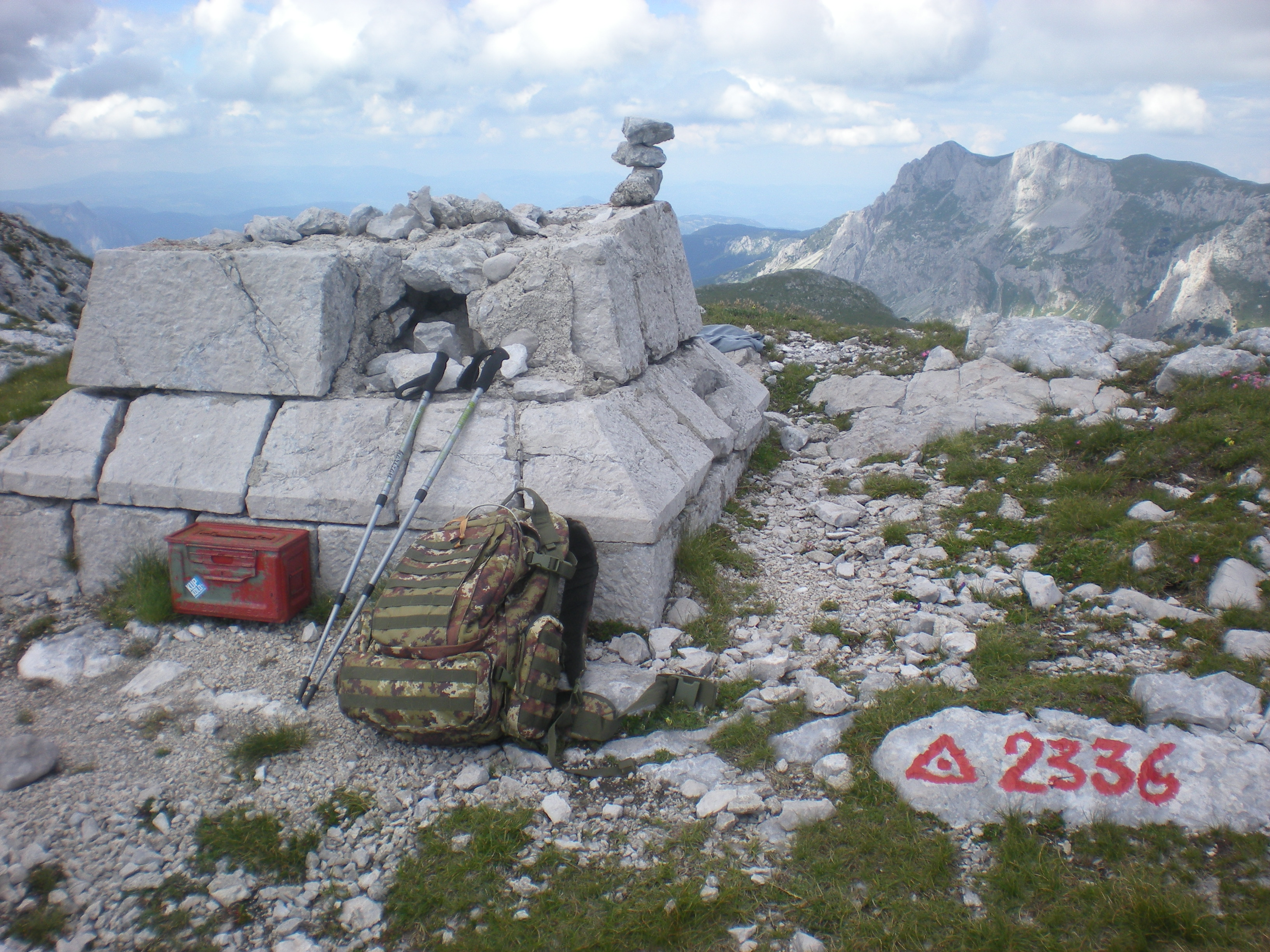
Sockel am Gipfel mit Höhenangabe

Die Grenze zwischen Bosnien und Montenegro wurde hier gezogen, als die österreichisch-ungarische Doppelmonarchie das Vilâyet Bosnien nach dem Berliner Kongress von 1878 vom Osmanischen Reich okkupierte. Die k.u.k. Verwaltung in Bosnien installierte auf der Spitze des Berges ein Triangulationsgerät. Der Sockel des Geräts kann bis heute am Gipfel des Berges vorgefunden werden. Es existiert zudem eine reiche Fauna um das Gebirge, wo mehrere Bären die Hügel des Berges durchstreifen, Gämse und Adler oft um das Gebirge gesichtet werden und umherstreifende Pferde, die zwar nicht als wild gelten, anscheinend aber ohne menschliches Zutun in der Wildnis überleben können, vorgefunden werden.